# Xã Prairieton, Quận Christian, Illinois
Xã Prairieton (tiếng Anh: Prairieton Township) là một xã thuộc quận Christian, tiểu bang Illinois, Hoa Kỳ. Năm 2010, dân số của xã này là 449 người.